# Palast-Hotel (Berlín)

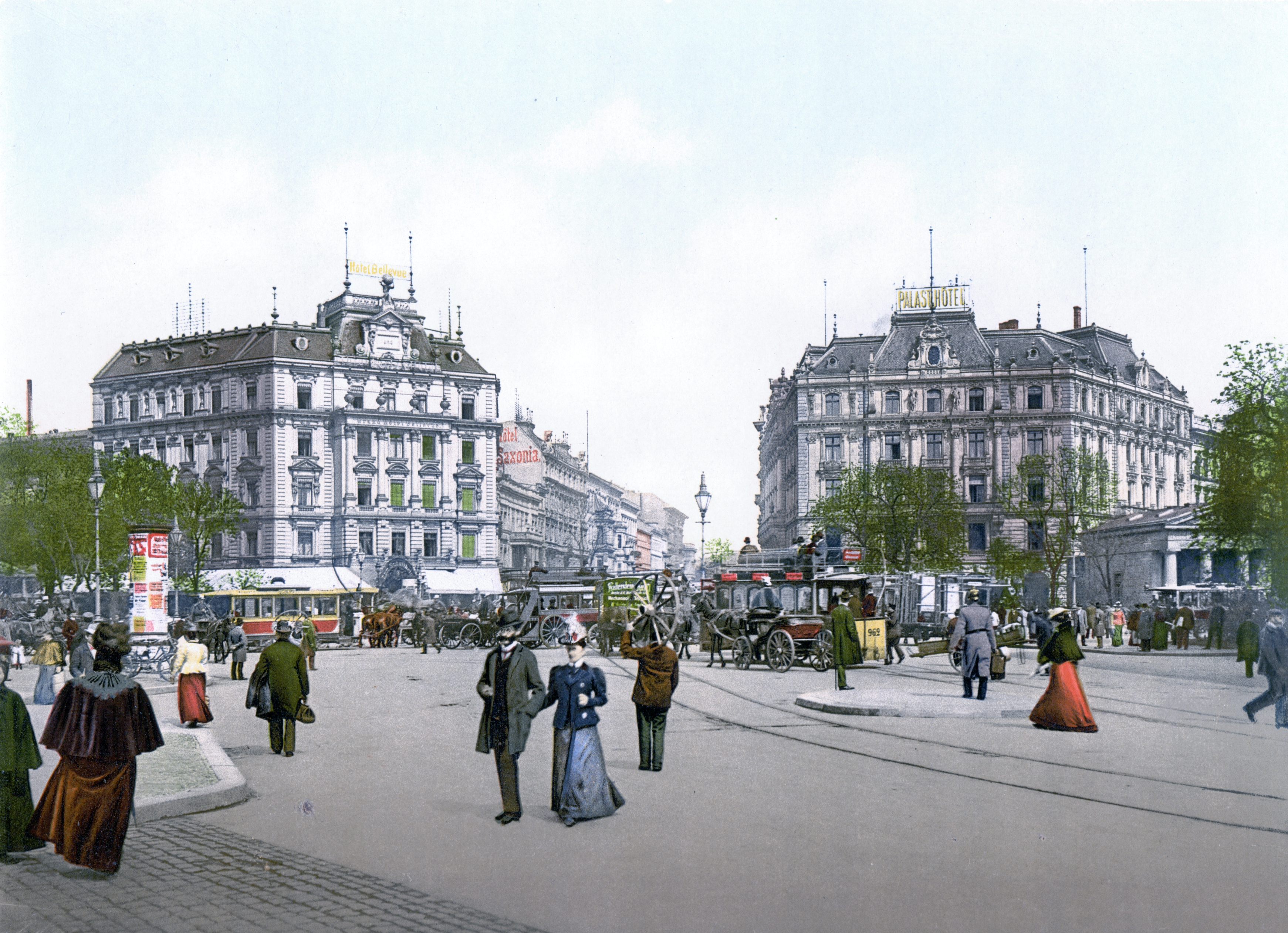
Hotel Bellevue con su edificio vecino de diseño similar, el Palace Hotel. Impresión fotocromática de alrededor de 1900.

El Hotel Bellevue fue el primer gran hotel de la Potsdamer Platz de Berlín a finales del siglo XIX.

## Historia
El edificio de cinco pisos se encontraba en Potsdamer Platz en el extremo sur del triángulo de Lenné entre Bellevuestrasse y Königgrätzer Strasse, la actual Ebertstrasse. Fue construido según los planos del arquitecto Ludwig Heim y se inauguró alrededor de 1884/85.
Con su arquitectura basada en modelos internacionales, anunció la era de los magníficos edificios en Potsdamer Platz. A principios del siglo XX, junto con el hotel de enfrente -también diseñado por Ludwig Heim- y el lujoso Hotel Fürstenhof, perteneció a la siglo al Aschinger Cía. Se incendió durante un ataque aéreo aliado y finalmente fue derribado.